# Torneo Apertura 2022 (Panamá)
El Torneo Apertura 2022, oficialmente llamado por motivo de patrocinio Liga LPF Tigo Apertura 2022, fue la quincuagésima sexta edición de la  máxima división panameña, siendo el inicio de la temporada 2022. El torneo estaba previsto desde un principio para iniciar el 26 de enero, sin embargo su inicio se vio retrasado para el 4 de febrero por decisión del consejo ejecutivo de la Liga, debido al incremento de casos por la Pandemia de COVID-19 en Panamá. Así mismo su culminación que estaba pactada para el 4 de junio, se adelantó para el 28 de mayo, por motivos del sorteo de la Liga Concacaf 2022. 
El campeón defensor fue Tauro Fútbol Club, el cual obtuvo el título del Torneo Clausura 2021.
El partido inaugural se dio entre el campeón defensor Tauro FC y el Sporting San Miguelito en el Estadio Rommel Fernández.
El Alianza Fútbol Club se coronó campeón por primera vez en la historia, luego de vencer en la gran final 2-1 al Sporting San Miguelito en el Estadio Rommel Fernández Gutiérrez.

## Novedades
- Por primera vez en la historia de la liga todos los partidos serán televisados.
- El Sporting San Miguelito tiene nueva sede en el Complejo Deportivo de Los Andes.
- La franquicia de Club Deportivo del Este añadió el nombre de Potros del Este.
- La franquicia de Veraguas Club Deportivo fue adquirida por un grupo paraguayo-panameño y cambió su nombre a Veraguas United Fútbol Club.[3][4]

## Sistema de competición
El torneo de la Liga Tigo Apertura 2022, está conformado en dos partes:
- Fase de clasificación: Se integra por dos conferencias de seis equipos en las 16 jornadas del torneo.
- Fase final: Se integra por los partidos de play-offs, semifinal y final.

### Fase de clasificación
En la fase de clasificación se observó el sistema de puntos. La ubicación en la tabla general está sujeta a lo siguiente:
- Por juego ganado se obtendrán tres puntos.
- Por juego empatado se obtendrá un punto.
- Por juego perdido no se otorgan puntos.

En esta fase participan los 12 clubes de la LPF jugando en dos grupos llamados conferencias durante las 16 jornadas respectivas.

### Fase final
Los seis clubes mejor ubicados en la tabla de posiciones clasifican a la fase eliminatoria. Los dos primeros tienen derecho a jugar semifinales directamente y a cerrar la serie como local, mientras que los otros cuatro jugarán a partido único un play-offs, en caso de un empate en los encuentros se disputaran tiempos extras, dos tiempos de 15 minutos cada uno, de persistir el resultado el partido se definirá desde la tanda de los penales. 
La primera etapa se desarrolla de la siguiente manera (Play-Offs):
La segunda etapa de la fase final, consiste en unas semifinales que se jugarán a partido único, en caso de que la igualdad persista, se procederá a jugar tiempos extras y eventualmente penales. Las semifinales se desarrollarán de la siguiente manera:
En la Final del torneo se reubicarán los clubes de acuerdo a su posición en la tabla, para determinar el conjunto local y visitante en el juego, respectivamente, para este torneo la final será a partido único y se jugará en el Estadio Rommel Fernández, en caso de que la igualdad persista, se procederá a jugar tiempos extras y eventualmente penales.

## Equipos participantes

### Equipos por provincias
| Provincia    | N.º | Equipos                                                                         |
| ------------ | --- | ------------------------------------------------------------------------------- |
| Panamá       | 5   | Alianza FC, CD Plaza Amador, Potros del Este, Sporting San Miguelito, Tauro FC. |
| Panamá Oeste | 2   | CA Independiente, San Francisco FC                                              |
| Coclé        | 1   | CD Universitario                                                                |
| Colón        | 1   | Deportivo Árabe Unido                                                           |
| Chiriquí     | 1   | CD Atlético Chiriquí                                                            |
| Herrera      | 1   | Herrera FC                                                                      |
| Veraguas     | 1   | Veraguas United FC                                                              |
| Total        | 12  |                                                                                 |

### Ascensos y descensos
| Pos. | Descendidos a 2.ª División |
| ---- | -------------------------- |
| 12.º | San Francisco FC           |

| Pos. | Ascendidos de 2.ª División |
| ---- | -------------------------- |
| 1º   | Alianza FC II              |

### Información de los equipos participantes
| Equipo                 | Entrenador        | Ciudad                    | Estadio                   | Capacidad   | Patrocinador                                                            | Kit     |
| ---------------------- | ----------------- | ------------------------- | ------------------------- | ----------- | ----------------------------------------------------------------------- | ------- |
| Alianza                | Jair Palacios     | Juan Díaz, Panamá         | Javier Cruz García        | 700         | Clinilab Panamá                                                         | Keuka   |
| Atlético Chiriquí      | Alberto Valencia  | Chiriquí                  | San Cristóbal             | 2 890       |                                                                         | Lotto   |
| Árabe Unido            | Julio Dely Valdés | Colón                     | Armando Dely Valdés       | 1 121       | 3 patrocinadores BetCha.pa AguAseo Kendall Motor Oil                    | Kelme   |
| Atlético Independiente | Iván Guerra       | La Chorrera, Panamá Oeste | Agustín "Muquita" Sánchez | 3 000       | Eco Moda                                                                | Fila    |
| Herrera                | Julio Infante     | Herrera                   | Los Milagros              | 1 000       | 3 patrocinadores Varela Hnos S.A. Hertz El Machetazo                    | Strik3r |
| Plaza Amador           | Jorge Dely Valdés | El Chorrillo, Panamá      | Sin sede fija             | Sin definir | 2 patrocinadores Sportium FWLA                                          | Puma    |
| Potros del Este        | Daniel Blanco     | Pacora, Panamá            | Hacienda Country Club     | 100         | Bridgestone                                                             | Luanvi  |
| San Francisco          | Gonzalo Soto      | La Chorrera, Panamá Oeste | Agustín "Muquita" Sánchez | 3 000       | Betcha.pa                                                               | Valor   |
| Sporting San Miguelito | Felipe Borowsky   | San Miguelito, Panamá     | Los Andes                 | 1 450       | Teletón 20-30                                                           | Spirits |
| Tauro                  | Rolando Palma     | Pedregal, Panamá          | Rommel Fernández          | 32 000      | 3 patrocinadores Betcha.pa Universidad del Istmo Kentucky Fried Chicken | Patrick |
| Universitario          | Alberto Blanco    | Penonomé, Coclé           | Virgilio Tejeira Andrión  | 900         | Universidad Latina                                                      | Strik3r |
| Veraguas United        | Daniel Lanata     | Veraguas                  | Rafael Rodríguez          | 500         | 2 patrocinadores SETRAM Hotel Vista Linda                               | Strik3r |

Datos actualizados al 22 de marzo de 2022.
- Nota: (*)  Los equipos utilizaron dichos estadios sólo por este torneo.

### Cambios de entrenadores
| Equipo                 | Entrenador saliente | Fecha de salida         | Jornada dirigidas | Tipo de despido                     | Reemplazado por     | Fecha de llegada        |
| ---------------------- | ------------------- | ----------------------- | ----------------- | ----------------------------------- | ------------------- | ----------------------- |
| Sporting San Miguelito | Saúl Maldonado      | 22 de noviembre de 2021 | Pretemporada      | Mutuo acuerdo                       | Felipe Borowsky     | 26 de noviembre de 2021 |
| Deportivo Árabe Unido  | Sergio Angulo       | 20 de noviembre de 2021 | Pretemporada      | Fin de contrato                     | Julio Dely Valdés   | 22 de diciembre de 2021 |
| Atlético Independiente | Francisco Perlo     | 8 de diciembre de 2021  | Pretemporada      | Fichado por Academia Puerto Cabello | Iván Guerra         | 14 de diciembre de 2021 |
| Veraguas United        | Isaac Jové          | 10 de diciembre de 2021 | Pretemporada      | Fin de Contrato                     | José Anthony Torres | 10 de diciembre de 2021 |
| Tauro                  | Enrique García      | 29 de diciembre de 2021 | Pretemporada      | Fichado por Carabobo FC             | Rolando Palma       | 30 de diciembre de 2021 |
| San Francisco          | Jorge Santos        | 19 de enero de 2022     | Pretemporada      | Fin de interinidad                  | Gonzalo Soto        | 19 de enero de 2022     |
| Universitario          | Gary Stempel        | 17 de febrero de 2022   | (1 - 2)           | Renuncia                            | Alberto Blanco INT  | 18 de febrero de 2022   |
| Veraguas United        | José Anthony Torres | 21 de marzo de 2022     | (1 - 8)           | Recisión de Contrato                | Daniel Lanata       | 22 de marzo de 2022     |

## Fase de clasificación

### Conferencia Este
| Pos. | Equipo             | Pts. | PJ | G | E | P | GF | GC | Dif. | Notas                                  |
| ---- | ------------------ | ---- | -- | - | - | - | -- | -- | ---- | -------------------------------------- |
| 1    | Sporting S. M.     | 33   | 16 | 9 | 6 | 1 | 24 | 11 | +13  | Acceso directo a las semifinales.      |
| 2    | Alianza F. C.      | 29   | 16 | 8 | 5 | 3 | 15 | 7  | +8   | Acceso a los play-offs de semifinales. |
| 3    | Tauro F. C.        | 27   | 16 | 8 | 3 | 5 | 20 | 11 | +9   | Acceso a los play-offs de semifinales. |
| 4    | C. D. Plaza Amador | 26   | 16 | 6 | 8 | 2 | 26 | 18 | +8   |                                        |
| 5    | Potros del Este    | 16   | 16 | 3 | 7 | 6 | 15 | 23 | −8   |                                        |
| 6    | C. D. Árabe Unido  | 10   | 16 | 1 | 7 | 8 | 4  | 15 | −11  | Último lugar.                          |

 Fuente: LPF, Soccerway.

### Conferencia Oeste
| Pos. | Equipo                  | Pts. | PJ | G | E | P  | GF | GC | Dif. | Notas                                  |
| ---- | ----------------------- | ---- | -- | - | - | -- | -- | -- | ---- | -------------------------------------- |
| 1    | C. D. Atlético Chiriquí | 28   | 16 | 8 | 4 | 4  | 21 | 20 | +1   | Acceso directo a las semifinales.      |
| 2    | C. A. Independiente     | 26   | 16 | 8 | 2 | 6  | 23 | 20 | +3   | Acceso a los play-offs de semifinales. |
| 3    | Herrera F. C.           | 21   | 16 | 4 | 9 | 3  | 20 | 15 | +5   | Acceso a los play-offs de semifinales. |
| 4    | San Francisco F. C.     | 20   | 16 | 5 | 5 | 6  | 18 | 14 | +4   |                                        |
| 5    | Veraguas United F. C.   | 12   | 16 | 2 | 6 | 8  | 14 | 27 | −13  |                                        |
| 6    | C. D. Universitario     | 8    | 16 | 2 | 2 | 12 | 8  | 28 | −20  | Último lugar.                          |

 Fuente: LPF, Soccerway.
| Simbología |
| --- |
| Pos – Posición; PJ – Partidos Jugados; PG - Partidos Ganados; PE - Partidos Empatados; PP - Partidos Perdidos; GF – Goles a Favor; GC – Goles en Contra; DIF – Diferencia de Goles; PTS - Puntos. |

### Evolución de la clasificación
Conferencia Este 
| Jornada            | 01 | 02 | 03 | 04 | 05 | 06 | 07 | 08 | 09 | 10 | 11 | 12 | 13 | 14 | 15 | 16 |
| Equipo             |    |    |    |    |    |    |    |    |    |    |    |    |    |    |    |    |
| ------------------ | -- | -- | -- | -- | -- | -- | -- | -- | -- | -- | -- | -- | -- | -- | -- | -- |
| Sporting S. M.     | 3  | 3  | 4  | 3  | 3  | 2  | 2  | 2  | 2  | 2  | 1  | 1* | 1* | 1* | 1  | 1  |
| Alianza F. C.      | 2  | 1  | 1  | 2  | 2  | 1  | 1  | 1  | 1  | 1  | 2  | 2* | 2* | 2* | 2  | 2  |
| Tauro F. C.        | 4  | 5  | 2  | 1  | 1  | 3  | 4  | 3  | 3  | 3  | 3  | 3* | 3* | 4* | 4  | 3  |
| C. D. Plaza Amador | 1  | 2  | 3  | 4  | 4  | 4  | 3  | 4  | 4  | 5  | 4  | 4* | 4* | 3* | 3  | 4  |
| Potros del Este    | 5  | 4  | 5  | 6  | 6  | 6  | 5  | 5  | 5  | 4  | 5  | 5* | 5* | 5* | 5  | 5  |
| C. D. Árabe Unido  | 6  | 6  | 6  | 5  | 5  | 5  | 6  | 6  | 6  | 6  | 6  | 6* | 6* | 6* | 6  | 6  |

Notas:
* Indica la posición del equipo con un partido pendiente.
 Conferencia Oeste 
| Jornada               | 01 | 02 | 03 | 04 | 05 | 06 | 07 | 08 | 09 | 10 | 11 | 12 | 13 | 14 | 15 | 16 |
| Equipo                |    |    |    |    |    |    |    |    |    |    |    |    |    |    |    |    |
| --------------------- | -- | -- | -- | -- | -- | -- | -- | -- | -- | -- | -- | -- | -- | -- | -- | -- |
| Atlético Chiriquí     | 6  | 5  | 2  | 1  | 1  | 1  | 1  | 1  | 1  | 1  | 1  | 1* | 1* | 1* | 1  | 1  |
| C. A. Independiente   | 1  | 2  | 4  | 5  | 3  | 3  | 2  | 2  | 2  | 2  | 2  | 2* | 2* | 2* | 2  | 2  |
| Herrera F. C.         | 4  | 1  | 1  | 2  | 2  | 2  | 3  | 3  | 3  | 3  | 3  | 3* | 3* | 3* | 3  | 3  |
| San Francisco F. C.   | 5  | 3  | 5  | 6  | 6  | 4  | 5  | 6  | 6  | 6  | 6  | 4* | 5* | 4* | 4  | 4  |
| Veraguas United F. C. | 2  | 4  | 3  | 4  | 5  | 6  | 4  | 5  | 5  | 4  | 4  | 5* | 4* | 5* | 5  | 5  |
| C. D. Universitario   | 3  | 6  | 6  | 3  | 4  | 5  | 6  | 4  | 4  | 5  | 5  | 6* | 6* | 6* | 6  | 6  |

Notas:
* Indica la posición del equipo con un partido pendiente.

### Tabla de posiciones
| Pos. | Equipo                  | Pts. | PJ | G | E | P  | GF | GC | Dif. | Notas            |
| ---- | ----------------------- | ---- | -- | - | - | -- | -- | -- | ---- | ---------------- |
| 1    | Sporting S. M.          | 33   | 16 | 9 | 6 | 1  | 24 | 11 | +13  | Líder del Torneo |
| 2    | Alianza F. C.           | 29   | 16 | 8 | 5 | 3  | 15 | 7  | +8   |                  |
| 3    | C. D. Atlético Chiriquí | 28   | 16 | 8 | 4 | 4  | 21 | 20 | +1   |                  |
| 4    | Tauro F. C.             | 27   | 16 | 8 | 3 | 5  | 20 | 11 | +9   |                  |
| 5    | C. D. Plaza Amador      | 26   | 16 | 6 | 8 | 2  | 26 | 18 | +8   |                  |
| 6    | C. A. I. de La Chorrera | 26   | 16 | 8 | 2 | 6  | 23 | 20 | +3   |                  |
| 7    | Herrera F. C.           | 21   | 16 | 4 | 9 | 3  | 20 | 15 | +5   |                  |
| 8    | San Francisco F. C.     | 20   | 16 | 5 | 5 | 6  | 18 | 14 | +4   |                  |
| 9    | Potros del Este         | 16   | 16 | 3 | 7 | 6  | 15 | 22 | −7   |                  |
| 10   | Veraguas United F. C.   | 12   | 16 | 2 | 6 | 8  | 14 | 27 | −13  |                  |
| 11   | C. D. Árabe Unido       | 10   | 16 | 1 | 7 | 8  | 4  | 15 | −11  |                  |
| 12   | C. D. Universitario     | 8    | 16 | 2 | 2 | 12 | 8  | 28 | −20  | Último lugar     |

 Fuente: LPF
| Simbología |
| --- |
| Pos – Posición; PJ – Partidos Jugados; PG - Partidos Ganados; PE - Partidos Empatados; PP - Partidos Perdidos; GF – Goles a Favor; GC – Goles en Contra; DIF – Diferencia de Goles; PTS - Puntos. |

## Resultados

### Jornadas
- Los horarios son correspondientes al tiempo de Ciudad de Panamá (UTC-5)

| Jornada 1          | Jornada 1 | Jornada 1              | Jornada 1                  | Jornada 1    | Jornada 1 | Jornada 1 | Jornada 1 | Jornada 1 | Jornada 1 |
| ------------------ | --------- | ---------------------- | -------------------------- | ------------ | --------- | --------- | --------- | --------- | --------- |
| Conferencia Este   |           |                        |                            |              |           |           |           |           |           |
| Local              | Resultado | Visitante              | Estadio                    | Fecha        | Hora      | TV        |           |           |           |
| Tauro              | 3 - 3     | Sporting San Miguelito | Rommel Fernández Gutiérrez | 4 de febrero | 20:00     |           |           |           |           |
| Plaza Amador       | 4 - 3     | Potros del Este        | Rommel Fernández Gutiérrez | 5 de febrero | 18:00     |           |           |           |           |
| Árabe Unido        | 0 - 1     | Alianza                | Armando Dely Valdés        | 6 de febrero | 16:00     |           |           |           |           |
| Conferencia Oeste  |           |                        |                            |              |           |           |           |           |           |
| Local              | Resultado | Visitante              | Estadio                    | Fecha        | Hora      | TV        |           |           |           |
| Universitario      | 2 - 2     | Herrera                | Virgilio Tejeira Andrión   | 5 de febrero | 16:00     |           |           |           |           |
| San Francisco      | 0 - 1     | Veraguas United        | Agustín "Muquita" Sánchez  | 5 de febrero | 20:00     |           |           |           |           |
| Atlético Chiriquí  | 0 - 3     | Atlético Independiente | San Cristóbal              | 6 de febrero | 18:00     |           |           |           |           |
| Total de goles: 22 |           |                        |                            |              |           |           |           |           |           |

| Jornada 2              | Jornada 2 | Jornada 2              | Jornada 2                  | Jornada 2     | Jornada 2 | Jornada 2 | Jornada 2 | Jornada 2 | Jornada 2 |
| ---------------------- | --------- | ---------------------- | -------------------------- | ------------- | --------- | --------- | --------- | --------- | --------- |
| Conferencia Este       |           |                        |                            |               |           |           |           |           |           |
| Local                  | Resultado | Visitante              | Estadio                    | Fecha         | Hora      | TV        |           |           |           |
| Potros del Este        | 0 - 0     | Árabe Unido            | Hacienda Country Club      | 12 de febrero | 16:00     |           |           |           |           |
| Sporting San Miguelito | 1 - 1     | Plaza Amador           | Los Andes                  | 12 de febrero | 18:00     |           |           |           |           |
| Tauro                  | 0 - 1     | Alianza                | Rommel Fernández Gutiérrez | 12 de febrero | 20:00     |           |           |           |           |
| Conferencia Oeste      |           |                        |                            |               |           |           |           |           |           |
| Local                  | Resultado | Visitante              | Estadio                    | Fecha         | Hora      | TV        |           |           |           |
| San Francisco          | 2 - 0     | Atlético Independiente | Agustín "Muquita" Sánchez  | 11 de febrero | 20:00     |           |           |           |           |
| Universitario          | 0 - 1     | Atlético Chiriquí      | Virgilio Tejeira Andrión   | 13 de febrero | 16:00     |           |           |           |           |
| Herrera                | 2 - 0     | Veraguas United        | Los Milagros               | 13 de febrero | 18:00     |           |           |           |           |
| Total de goles: 8      |           |                        |                            |               |           |           |           |           |           |

| Jornada 3              | Jornada 3 | Jornada 3              | Jornada 3                  | Jornada 3     | Jornada 3 | Jornada 3 | Jornada 3 | Jornada 3 | Jornada 3 |
| ---------------------- | --------- | ---------------------- | -------------------------- | ------------- | --------- | --------- | --------- | --------- | --------- |
| Conferencia Este       |           |                        |                            |               |           |           |           |           |           |
| Local                  | Resultado | Visitante              | Estadio                    | Fecha         | Hora      | TV        |           |           |           |
| Tauro                  | 3 - 1     | Plaza Amador           | Rommel Fernández Gutiérrez | 19 de febrero | 18:00     |           |           |           |           |
| Árabe Unido            | 0 - 0     | Sporting San Miguelito | Armando Dely Valdés        | 20 de febrero | 16:00     |           |           |           |           |
| Alianza                | 0 - 0     | Potros del Este        | Javier Cruz García         | 20 de febrero | 18:00     |           |           |           |           |
| Conferencia Oeste      |           |                        |                            |               |           |           |           |           |           |
| Local                  | Resultado | Visitante              | Estadio                    | Fecha         | Hora      | TV        |           |           |           |
| Atlético Independiente | 1 - 2     | Herrera                | Agustín "Muquita" Sánchez  | 18 de febrero | 20:00     |           |           |           |           |
| Universitario          | 2 - 2     | Veraguas United        | Virgilio Tejeira Andrión   | 19 de febrero | 16:00     |           |           |           |           |
| Atlético Chiriquí      | 2 - 1     | San Francisco          | San Cristóbal              | 19 de febrero | 20:00     |           |           |           |           |
| Total de goles: 14     |           |                        |                            |               |           |           |           |           |           |

| Jornada 4          | Jornada 4 | Jornada 4              | Jornada 4                  | Jornada 4     | Jornada 4 | Jornada 4 | Jornada 4 | Jornada 4 | Jornada 4 |
| ------------------ | --------- | ---------------------- | -------------------------- | ------------- | --------- | --------- | --------- | --------- | --------- |
| Conferencia Este   |           |                        |                            |               |           |           |           |           |           |
| Local              | Resultado | Visitante              | Estadio                    | Fecha         | Hora      | TV        |           |           |           |
| Potros del Este    | 0 - 2     | Tauro                  | Hacienda Country Club      | 26 de febrero | 16:00     |           |           |           |           |
| Plaza Amador       | 2 - 2     | Árabe Unido            | Rommel Fernández Gutiérrez | 26 de febrero | 18:00     |           |           |           |           |
| Alianza            | 0 - 1     | Sporting San Miguelito | Javier Cruz García         | 27 de febrero | 16:00     |           |           |           |           |
| Conferencia Oeste  |           |                        |                            |               |           |           |           |           |           |
| Local              | Resultado | Visitante              | Estadio                    | Fecha         | Hora      | TV        |           |           |           |
| San Francisco      | 0 - 1     | Universitario          | Agustín "Muquita" Sánchez  | 25 de febrero | 20:00     |           |           |           |           |
| Veraguas United    | 1 - 1     | Atlético Independiente | Rafael Rodríguez           | 26 de febrero | 20:00     |           |           |           |           |
| Herrera            | 0 - 2     | Atlético Chiriquí      | Los Milagros               | 27 de febrero | 18:00     |           |           |           |           |
| Total de goles: 12 |           |                        |                            |               |           |           |           |           |           |

| Jornada 5              | Jornada 5 | Jornada 5         | Jornada 5                 | Jornada 5  | Jornada 5 | Jornada 5 | Jornada 5 | Jornada 5 | Jornada 5 |
| ---------------------- | --------- | ----------------- | ------------------------- | ---------- | --------- | --------- | --------- | --------- | --------- |
| Conferencia Este       |           |                   |                           |            |           |           |           |           |           |
| Local                  | Resultado | Visitante         | Estadio                   | Fecha      | Hora      | TV        |           |           |           |
| Sporting San Miguelito | 1 - 1     | Potros del Este   | Los Andes                 | 4 de marzo | 20:00     |           |           |           |           |
| Árabe Unido            | 0 - 0     | Tauro             | Armando Dely Valdés       | 5 de marzo | 16:00     |           |           |           |           |
| Plaza Amador           | 0 - 0     | Alianza           | Javier Cruz García        | 5 de marzo | 18:00     |           |           |           |           |
| Conferencia Oeste      |           |                   |                           |            |           |           |           |           |           |
| Local                  | Resultado | Visitante         | Estadio                   | Fecha      | Hora      | TV        |           |           |           |
| Herrera                | 0 - 0     | San Francisco     | Los Milagros              | 4 de marzo | 20:00     |           |           |           |           |
| Veraguas United        | 1 - 3     | Atlético Chiriquí | Rafael Rodríguez          | 5 de marzo | 18:00     |           |           |           |           |
| Atlético Independiente | 1 - 0     | Universitario     | Agustín "Muquita" Sánchez | 5 de marzo | 20:00     |           |           |           |           |
| Total de goles: 7      |           |                   |                           |            |           |           |           |           |           |

| Jornada 6              | Jornada 6 | Jornada 6              | Jornada 6                  | Jornada 6  | Jornada 6 | Jornada 6 | Jornada 6 | Jornada 6 | Jornada 6 |
| ---------------------- | --------- | ---------------------- | -------------------------- | ---------- | --------- | --------- | --------- | --------- | --------- |
| Interconferencias      |           |                        |                            |            |           |           |           |           |           |
| Local                  | resultado | visitante              | Estadio                    | Fecha      | Hora      | TV mi     |           |           |           |
| Universitario          | 0 - 2     | Sporting San Miguelito | Virgilio Tejeira Andrión   | 8 de marzo | 16:00     |           |           |           |           |
| San Francisco          | 0 - 0     | Árabe Unido            | Agustín "Muquita" Sánchez  | 8 de marzo | 20:00     |           |           |           |           |
| Herrera                | 0 - 0     | Tauro                  | Los Milagros               | 8 de marzo | 20:00     |           |           |           |           |
| Atlético Independiente | 0 - 0     | Potros del Este        | Agustín "Muquita" Sánchez  | 9 de marzo | 20:00     |           |           |           |           |
| Alianza                | 2 - 0     | Veraguas United        | Rommel Fernández Gutiérrez | 9 de marzo | 20:00     |           |           |           |           |
| Plaza Amador           | 2 - 1     | Atlético Chiriquí      | Javier Cruz García         | 9 de marzo | 20:00     |           |           |           |           |
| Total Goles: 7         |           |                        |                            |            |           |           |           |           |           |

| Jornada 7              | Jornada 7 | Jornada 7     | Jornada 7                  | Jornada 7   | Jornada 7 | Jornada 7 | Jornada 7 | Jornada 7 | Jornada 7 |
| ---------------------- | --------- | ------------- | -------------------------- | ----------- | --------- | --------- | --------- | --------- | --------- |
| Interconferencias      |           |               |                            |             |           |           |           |           |           |
| Local                  | resultado | visitante     | Estadio                    | Fecha       | Hora      | TV        |           |           |           |
| Potros del Este        | 2 - 0     | Universitario | Hacienda Country Club      | 12 de marzo | 16:00     |           |           |           |           |
| Atlético Chiriquí      | 1 - 0     | Tauro         | San Cristóbal              | 12 de marzo | 18:00     |           |           |           |           |
| Sporting San Miguelito | 1 - 1     | Herrera       | Los Andes                  | 12 de marzo | 20:00     |           |           |           |           |
| Atlético Independiente | 1 - 0     | Árabe Unido   | Agustín "Muquita" Sánchez  | 13 de marzo | 16:00     |           |           |           |           |
| Veraguas United        | 1 - 1     | Plaza Amador  | Rafael Rodríguez           | 13 de marzo | 18:00     |           |           |           |           |
| Alianza                | 2 - 1     | San Francisco | Rommel Fernández Gutiérrez | 13 de marzo | 18:00     |           |           |           |           |
| Total Goles: 11        |           |               |                            |             |           |           |           |           |           |

| Jornada 8          | Jornada 8 | Jornada 8              | Jornada 8                  | Jornada 8   | Jornada 8 | Jornada 8 | Jornada 8 | Jornada 8 | Jornada 8 |
| ------------------ | --------- | ---------------------- | -------------------------- | ----------- | --------- | --------- | --------- | --------- | --------- |
| Interconferencias  |           |                        |                            |             |           |           |           |           |           |
| Local              | resultado | visitante              | Estadio                    | Fecha       | Hora      | TV        |           |           |           |
| Plaza Amador       | 0 - 1     | Atlético Independiente | Rommel Fernández Gutiérrez | 18 de marzo | 20:00     |           |           |           |           |
| Potros del Este    | 2 - 2     | Atlético Chiriquí      | Hacienda Country Club      | 19 de marzo | 16:00     |           |           |           |           |
| Veraguas United    | 1 - 2     | Sporting San Miguelito | Rafael Rodríguez           | 19 de marzo | 18:00     |           |           |           |           |
| Herrera            | 0 - 0     | Alianza                | Los Milagros               | 19 de marzo | 20:00     |           |           |           |           |
| Árabe Unido        | 0 - 1     | Universitario          | Armando Dely Valdés        | 20 de marzo | 16:00     |           |           |           |           |
| Tauro              | 1 - 0     | San Francisco          | Javier Cruz García         | 20 de marzo | 18:00     |           |           |           |           |
| Total de goles: 10 |           |                        |                            |             |           |           |           |           |           |

| Jornada 9          | Jornada 9 | Jornada 9              | Jornada 9                 | Jornada 9   | Jornada 9 | Jornada 9 | Jornada 9 | Jornada 9 | Jornada 9 |
| ------------------ | --------- | ---------------------- | ------------------------- | ----------- | --------- | --------- | --------- | --------- | --------- |
| Interconferencias  |           |                        |                           |             |           |           |           |           |           |
| Local              | resultado | visitante              | Estadio                   | Fecha       | Hora      | TV        |           |           |           |
| San Francisco      | 0 - 1     | Sporting San Miguelito | Agustín "Muquita" Sánchez | 25 de marzo | 20:00     |           |           |           |           |
| Alianza            | 2 - 0     | Universitario          | Javier Cruz García        | 25 de marzo | 20:00     |           |           |           |           |
| Veraguas United    | 1 - 1     | Potros del Este        | Rafael Rodríguez          | 25 de marzo | 20:00     |           |           |           |           |
| Tauro              | 1 - 2     | Atlético Independiente | Javier Cruz García        | 26 de marzo | 16:00     |           |           |           |           |
| Plaza Amador       | 1 - 1     | Herrera                | Los Andes                 | 26 de marzo | 18:00     |           |           |           |           |
| Atlético Chiriquí  | 1 - 0     | Árabe Unido            | San Cristóbal             | 26 de marzo | 20:00     |           |           |           |           |
| Total de goles: 11 |           |                        |                           |             |           |           |           |           |           |

| Jornada 10             | Jornada 10 | Jornada 10        | Jornada 10                | Jornada 10 | Jornada 10 | Jornada 10 | Jornada 10 | Jornada 10 | Jornada 10 |
| ---------------------- | ---------- | ----------------- | ------------------------- | ---------- | ---------- | ---------- | ---------- | ---------- | ---------- |
| Interconferencias      |            |                   |                           |            |            |            |            |            |            |
| Local                  | resultado  | visitante         | Estadio                   | Fecha      | Hora       | TV         |            |            |            |
| San Francisco          | 2 - 2      | Plaza Amador      | Agustín "Muquita" Sánchez | 1 de abril | 20:00      |            |            |            |            |
| Herrera                | 1 - 2      | Potros del Este   | Los Milagros              | 1 de abril | 20:00      |            |            |            |            |
| Universitario          | 0 - 1      | Tauro             | Virgilio Tejeira Andrión  | 2 de abril | 16:00      |            |            |            |            |
| Atlético Independiente | 1 - 2      | Alianza           | Agustín "Muquita" Sánchez | 2 de abril | 18:00      |            |            |            |            |
| Árabe Unido            | 0 - 0      | Veraguas United   | Armando Dely Valdés       | 3 de abril | 16:00      |            |            |            |            |
| Sporting San Miguelito | 4 - 1      | Atlético Chiriquí | Los Andes                 | 3 de abril | 18:00      |            |            |            |            |
| Total de goles: 16     |            |                   |                           |            |            |            |            |            |            |

| Jornada 11             | Jornada 11 | Jornada 11             | Jornada 11                 | Jornada 11  | Jornada 11 | Jornada 11 | Jornada 11 | Jornada 11 | Jornada 11 |
| ---------------------- | ---------- | ---------------------- | -------------------------- | ----------- | ---------- | ---------- | ---------- | ---------- | ---------- |
| Interconferencias      |            |                        |                            |             |            |            |            |            |            |
| Local                  | resultado  | visitante              | Estadio                    | Fecha       | Hora       | TV         |            |            |            |
| Sporting San Miguelito | 2 - 1      | Atlético Independiente | Los Andes                  | 8 de abril  | 20:00      |            |            |            |            |
| Tauro                  | 4 - 1      | Veraguas United        | Rommel Fernández Gutiérrez | 8 de abril  | 20:00      |            |            |            |            |
| Potros del Este        | 0 - 0      | San Francisco          | Hacienda Country Club      | 9 de abril  | 15:00      |            |            |            |            |
| Atlético Chiriquí      | 1 - 1      | Alianza                | San Cristóbal              | 9 de abril  | 20:00      |            |            |            |            |
| Universitario          | 1 - 4      | Plaza Amador           | Virgilio Tejeira Andrión   | 10 de abril | 16:00      |            |            |            |            |
| Árabe Unido            | 0 - 0      | Herrera                | Armando Dely Valdés        | 10 de abril | 16:00      |            |            |            |            |
| Total de goles: 15     |            |                        |                            |             |            |            |            |            |            |

| Jornada 12             | Jornada 12 | Jornada 12        | Jornada 12                | Jornada 12 | Jornada 12 | Jornada 12 | Jornada 12 | Jornada 12 | Jornada 12 |
| ---------------------- | ---------- | ----------------- | ------------------------- | ---------- | ---------- | ---------- | ---------- | ---------- | ---------- |
| Conferencia Este       |            |                   |                           |            |            |            |            |            |            |
| Local                  | Resultado  | Visitante         | Estadio                   | Fecha      | Hora       | TV         |            |            |            |
| Alianza                | 2 - 0      | Árabe Unido       | Javier Cruz García        | 3 de mayo  | 18:00      |            |            |            |            |
| Sporting San Miguelito | 0 - 1      | Tauro             | Los Andes                 | 3 de mayo  | 20:05      |            |            |            |            |
| Potros del Este        | 1 - 4      | Plaza Amador      | Javier Cruz García        | 4 de mayo  | 18:00      |            |            |            |            |
| Conferencia Oeste      |            |                   |                           |            |            |            |            |            |            |
| Local                  | Resultado  | Visitante         | Estadio                   | Fecha      | Hora       | TV         |            |            |            |
| Veraguas United        | 0 - 2      | San Francisco     | Rafael Rodríguez          | 4 de mayo  | 18:00      |            |            |            |            |
| Atlético Independiente | 2 - 1      | Atlético Chiriquí | Agustín "Muquita" Sánchez | 4 de mayo  | 20:00      |            |            |            |            |
| Herrera                | 3 - 1      | Universitario     | Los Milagros              | 4 de mayo  | 20:05      |            |            |            |            |
| Total de goles: 17     |            |                   |                           |            |            |            |            |            |            |

| Jornada 13             | Jornada 13 | Jornada 13             | Jornada 13                 | Jornada 13  | Jornada 13 | Jornada 13 | Jornada 13 | Jornada 13 | Jornada 13 |
| ---------------------- | ---------- | ---------------------- | -------------------------- | ----------- | ---------- | ---------- | ---------- | ---------- | ---------- |
| Conferencia Este       |            |                        |                            |             |            |            |            |            |            |
| Local                  | Resultado  | Visitante              | Estadio                    | Fecha       | Hora       | TV         |            |            |            |
| Alianza                | 0 - 1      | Tauro                  | Rommel Fernández Gutiérrez | 22 de abril | 20:00      |            |            |            |            |
| Plaza Amador           | 1 - 1      | Sporting San Miguelito | Javier Cruz García         | 22 de abril | 20:00      |            |            |            |            |
| Árabe Unido            | 2 - 1      | Potros del Este        | Armando Dely Valdés        | 24 de abril | 16:00      |            |            |            |            |
| Conferencia Oeste      |            |                        |                            |             |            |            |            |            |            |
| Local                  | Resultado  | Visitante              | Estadio                    | Fecha       | Hora       | TV         |            |            |            |
| Veraguas United        | 2 - 2      | Herrera                | Rafael Rodríguez           | 22 de abril | 20:00      |            |            |            |            |
| Atlético Chiriquí      | 1 - 0      | Universitario          | San Cristóbal              | 23 de abril | 18:00      |            |            |            |            |
| Atlético Independiente | 1 - 4      | San Francisco          | Agustín "Muquita" Sánchez  | 23 de abril | 20:00      |            |            |            |            |
| Total de goles: 16     |            |                        |                            |             |            |            |            |            |            |

| Jornada 14             | Jornada 14 | Jornada 14             | Jornada 14                | Jornada 14  | Jornada 14 | Jornada 14 | Jornada 14 | Jornada 14 | Jornada 14 |
| ---------------------- | ---------- | ---------------------- | ------------------------- | ----------- | ---------- | ---------- | ---------- | ---------- | ---------- |
| Conferencia Este       |            |                        |                           |             |            |            |            |            |            |
| Local                  | Resultado  | Visitante              | Estadio                   | Fecha       | Hora       | TV         |            |            |            |
| Potros del Este        | 1 - 2      | Alianza                | Javier Cruz García        | 26 de abril | 16:00      |            |            |            |            |
| Sporting San Miguelito | 1 - 0      | Árabe Unido            | Los Andes                 | 26 de abril | 20:10      |            |            |            |            |
| Plaza Amador           | 1 - 0      | Tauro                  | Los Andes                 | 27 de abril | 20:05      |            |            |            |            |
| Conferencia Oeste      |            |                        |                           |             |            |            |            |            |            |
| Local                  | Resultado  | Visitante              | Estadio                   | Fecha       | Hora       | TV         |            |            |            |
| San Francisco          | 2 - 2      | Atlético Chiriquí      | Agustín "Muquita" Sánchez | 26 de abril | 18:05      |            |            |            |            |
| Herrera                | 4 - 0      | Atlético Independiente | Los Milagros              | 27 de abril | 20:00      |            |            |            |            |
| Veraguas United        | 1 - 0      | Universitario          | Rafael Rodríguez          | 27 de abril | 20:00      |            |            |            |            |
| Total de goles: 14     |            |                        |                           |             |            |            |            |            |            |

| Jornada 15             | Jornada 15 | Jornada 15      | Jornada 15                 | Jornada 15  | Jornada 15 | Jornada 15 | Jornada 15 | Jornada 15 | Jornada 15 |
| ---------------------- | ---------- | --------------- | -------------------------- | ----------- | ---------- | ---------- | ---------- | ---------- | ---------- |
| Conferencia Este       |            |                 |                            |             |            |            |            |            |            |
| Local                  | Resultado  | Visitante       | Estadio                    | Fecha       | Hora       | TV         |            |            |            |
| Sporting San Miguelito | 1 - 0      | Alianza         | Los Andes                  | 29 de abril | 20:00      |            |            |            |            |
| Árabe Unido            | 0 - 2      | Plaza Amador    | Armando Dely Valdés        | 30 de abril | 16:00      |            |            |            |            |
| Tauro                  | 0 - 1      | Potros del Este | Rommel Fernández Gutiérrez | 30 de abril | 18:05      |            |            |            |            |
| Conferencia Oeste      |            |                 |                            |             |            |            |            |            |            |
| Local                  | Resultado  | Visitante       | Estadio                    | Fecha       | Hora       | TV         |            |            |            |
| Universitario          | 0 - 1      | San Francisco   | Virgilio Tejeira Andrión   | 30 de abril | 16:00      |            |            |            |            |
| Atlético Independiente | 3 - 1      | Veraguas United | Agustín "Muquita" Sánchez  | 30 de abril | 20:10      |            |            |            |            |
| Atlético Chiriquí      | 0 - 0      | Herrera         | San Cristóbal              | 1 de mayo   | 18:05      |            |            |            |            |
| Total de goles: 9      |            |                 |                            |             |            |            |            |            |            |

| Jornada 16         | Jornada 16 | Jornada 16             | Jornada 16                | Jornada 16 | Jornada 16 | Jornada 16 | Jornada 16 | Jornada 16 | Jornada 16 |
| ------------------ | ---------- | ---------------------- | ------------------------- | ---------- | ---------- | ---------- | ---------- | ---------- | ---------- |
| Conferencia Este   |            |                        |                           |            |            |            |            |            |            |
| Local              | Resultado  | Visitante              | Estadio                   | Fecha      | Hora       | TV         |            |            |            |
| Potros del Este    | 0 - 3      | Sporting San Miguelito | Javier Cruz García        | 7 de mayo  | 15:00      |            |            |            |            |
| Alianza            | 0 - 0      | Plaza Amador           | Javier Cruz García        | 7 de mayo  | 18:00      |            |            |            |            |
| Tauro              | 3 - 0      | Árabe Unido            | Los Andes                 | 7 de mayo  | 18:00      |            |            |            |            |
| Conferencia Oeste  |            |                        |                           |            |            |            |            |            |            |
| Local              | Resultado  | Visitante              | Estadio                   | Fecha      | Hora       | TV         |            |            |            |
| Universitario      | 0 - 5      | Atlético Independiente | Virgilio Tejeira Andrión  | 7 de mayo  | 15:00      |            |            |            |            |
| Atlético Chiriquí  | 2 - 1      | Veraguas United        | San Cristóbal             | 7 de mayo  | 15:00      |            |            |            |            |
| San Francisco      | 3 - 1      | Herrera                | Agustín "Muquita" Sánchez | 7 de mayo  | 18:00      |            |            |            |            |
| Total de goles: 18 |            |                        |                           |            |            |            |            |            |            |

## Fase Final
|  | Play-Offs 10 y 11 de mayo | Play-Offs 10 y 11 de mayo | Play-Offs 10 y 11 de mayo |               |   | Semifinales 14 y 15 de mayo (Ida) 21 y 22 de mayo (Vuelta) | Semifinales 14 y 15 de mayo (Ida) 21 y 22 de mayo (Vuelta) | Semifinales 14 y 15 de mayo (Ida) 21 y 22 de mayo (Vuelta) | Semifinales 14 y 15 de mayo (Ida) 21 y 22 de mayo (Vuelta) | Semifinales 14 y 15 de mayo (Ida) 21 y 22 de mayo (Vuelta) |  |      | Final Apertura 28 de mayo de 2022 | Final Apertura 28 de mayo de 2022 | Final Apertura 28 de mayo de 2022 |  |
|  |                           |                           |                           |               |   |                                                            |                                                            |                                                            |                                                            |                                                            |  |      |                                   |                                   |                                   |  |
|  |                           |                           |                           |               |   |                                                            |                                                            |                                                            |                                                            |                                                            |  |      |                                   |                                   |                                   |  |
|  |                           |                           |                           |               |   |                                                            |                                                            |                                                            |                                                            |                                                            |  |      |                                   |                                   |                                   |  |
|  |                           |                           |                           |               |   |                                                            |                                                            |                                                            |                                                            |                                                            |  |      |                                   |                                   |                                   |  |
|  |                           |                           |                           |               |   |                                                            |                                                            |                                                            |                                                            |                                                            |  |      |                                   |                                   |                                   |  |
|  |                           | 1°CE                      | Sporting S. M.            | 2             | 0 | 2                                                          |                                                            |                                                            |                                                            |                                                            |  |      |                                   |                                   |                                   |  |
|  |                           |                           |                           | 2             | 0 | 2                                                          |                                                            |                                                            |                                                            |                                                            |  |      |                                   |                                   |                                   |  |
|  |                           |                           | 3°CE                      | Tauro F. C.   | 1 | 0                                                          | 1                                                          |                                                            |                                                            |                                                            |  |      |                                   |                                   |                                   |  |
|  | 2°CO                      | C. A. Independiente       | 3°CE                      | Tauro F. C.   | 1 | 0                                                          | 1                                                          | 1                                                          |                                                            |                                                            |  |      |                                   |                                   |                                   |  |
|  | 2°CO                      | C. A. Independiente       |                           |               |   |                                                            |                                                            |                                                            |                                                            |                                                            |  |      |                                   |                                   |                                   |  |
|  | 3°CE                      | Tauro F. C.               | 2                         |               |   |                                                            |                                                            |                                                            |                                                            |                                                            |  |      |                                   |                                   |                                   |  |
|  | 3°CE                      | Tauro F. C.               | 2                         |               |   |                                                            |                                                            |                                                            |                                                            |                                                            |  | 1°CE | Sporting S. M.                    | 1                                 |                                   |  |
|  |                           |                           |                           |               |   |                                                            |                                                            |                                                            |                                                            |                                                            |  | 1°CE | Sporting S. M.                    | 1                                 |                                   |  |
|  |                           |                           | 2°CE                      | Alianza F. C. | 2 |                                                            |                                                            |                                                            |                                                            |                                                            |  |      |                                   |                                   |                                   |  |
|  |                           |                           | 2°CE                      | Alianza F. C. | 2 |                                                            |                                                            |                                                            |                                                            |                                                            |  |      |                                   |                                   |                                   |  |
|  |                           |                           |                           |               |   |                                                            |                                                            |                                                            |                                                            |                                                            |  |      |                                   |                                   |                                   |  |
|  |                           |                           |                           |               |   |                                                            |                                                            |                                                            |                                                            |                                                            |  |      |                                   |                                   |                                   |  |
|  |                           | 1°CO                      | C. D. Atlético Chiriquí   | 0             | 1 | 1                                                          |                                                            |                                                            |                                                            |                                                            |  |      |                                   |                                   |                                   |  |
|  |                           |                           |                           | 0             | 1 | 1                                                          |                                                            |                                                            |                                                            |                                                            |  |      |                                   |                                   |                                   |  |
|  |                           |                           | 2°CE                      | Alianza F. C. | 1 | 1                                                          | 2                                                          |                                                            |                                                            |                                                            |  |      |                                   |                                   |                                   |  |
|  | 2°CE                      | Alianza F. C.             | 2°CE                      | Alianza F. C. | 1 | 1                                                          | 2                                                          | 2                                                          |                                                            |                                                            |  |      |                                   |                                   |                                   |  |
|  | 2°CE                      | Alianza F. C.             |                           |               |   |                                                            |                                                            |                                                            |                                                            |                                                            |  |      |                                   |                                   |                                   |  |
|  | 3°CO                      | Herrera F. C.             | 0                         |               |   |                                                            |                                                            |                                                            |                                                            |                                                            |  |      |                                   |                                   |                                   |  |
|  | 3°CO                      | Herrera F. C.             | 0                         |               |   |                                                            |                                                            |                                                            |                                                            |                                                            |  |      |                                   |                                   |                                   |  |
|  |                           |                           |                           |               |   |                                                            |                                                            |                                                            |                                                            |                                                            |  |      |                                   |                                   |                                   |  |

### Repechaje

#### C. A. Independiente - Tauro F. C.
| Play-Offs; 11 de mayo de 2022, 20:10 | CA Independiente | 1:2 (1:1) (t. s.) | Tauro FC                                    | Estadio Agustín Sánchez, La Chorrera |                          |
|                                      | Víctor Ávila 15' |                   | 6' Axel McKenzie · 115' Juan David González | Árbitro(s): Jorge Negron             | Árbitro(s): Jorge Negron |

#### Alianza F. C. - Herrera F. C.
| Play-Offs; 10 de mayo de 2022, 20:00 | Alianza FC                            | 2:0 (0:0) | Herrera FC | Estadio Rommel Fernández, Panamá |                            |
|                                      | Cesar Medina 49' · Gabriel Chiari 93' |           |            | Árbitro(s): Jorge Carrasco       | Árbitro(s): Jorge Carrasco |

### Semifinales

#### Sporting S. M. - Tauro F. C.
| Ida; 15 de mayo de 2022; 18:30 | Tauro FC          | 1:2 (0:1) | Sporting San Miguelito | Estadio Rommel Fernández, Panamá |                          |
|                                | Gustavo Chara 59' |           | 26' 54' Luis Zúñiga    | Árbitro(s): Noriel Reina         | Árbitro(s): Noriel Reina |

| Vuelta; 22 de mayo de 2022; 18:00 | Sporting San Miguelito | 0:0 (0-0) (Global 2:1) | Tauro FC | Estadio Los Andes, San Miguelito |  |
|                                   |                        |                        |          | Árbitro(s): Jorge Negron         |  |

#### C. D. Atlético Chiriquí - Alianza F. C.
| Ida; 14 de mayo de 2022; 20:00 | Alianza FC            | 1:0 (1-0) | Atlético Chiriquí | Estadio Rommel Fernández, Panamá |                            |
|                                | Reynaldiño Verley 34' |           |                   | Árbitro(s): Fernando Morón       | Árbitro(s): Fernando Morón |

| Vuelta; 21 de mayo de 2022; 20:00 | Atlético Chiriquí  | 1:1 (0:0) (Global 1:2) | Alianza FC           | Estadio San Cristóbal, David                                         |                                                                      |
|                                   | Edgar Aparicio 97' |                        | 88'Reynaldiño Verley | Asistencia: 2,992 espectadores espectadores Árbitro(s): Jafeth Perea | Asistencia: 2,992 espectadores espectadores Árbitro(s): Jafeth Perea |

### Final

#### Sporting S. M. - Alianza F. C.
| Final; 28 de mayo de 2022, 19:00 | Sporting San Miguelito | 1:2 (0:1) | Alianza FC             | Estadio Rommel Fernández Gutiérrez, Ciudad de Panamá, Panamá |                                                            |
|                                  | 47' Richard Peralta    |           | 22' 78' Gabriel Chiari | Asistencia: 10,536 espectadores Árbitro(s): Fernando Morón   | Asistencia: 10,536 espectadores Árbitro(s): Fernando Morón |

| 1     | POR   | Kevin Mosquera   |     |
| 21    | DEF   | Richard Peralta  | 93' |
| 2     | DEF   | Adolfo Machado   |     |
| 6     | DEF   | Kevin Galván     |     |
| 17    | DEF   | Michael Cazasola |     |
| 8     | MED   | José Muñoz       | 81' |
| 5     | MED   | Pedro Jeanine    |     |
| 92    | MED   | Dwann Oliveira   | 64' |
| 13    | DEL   | Edson Samms      | 64' |
| 9     | DEL   | Tomás Rodríguez  |     |
| 11    | DEL   | Luis Zúñiga      | 80' |
| D. T. | D. T. | Felipe Borowsky  |     |

| 30    | POR   | Kevin Melgar     |     |
| 2     | DEF   | Camilo Villegas  |     |
| 5     | DEF   | Santiago Ramírez | 64' |
| 12    | DEF   | Jesús Cano       |     |
| 6     | DEF   | Manuel Rodriguez |     |
| 19    | MED   | Santiago Salinas |     |
| 7     | MED   | Jordán Girón     | 64' |
| 22    | MED   | Gabriel Chiari   | 91' |
| 25    | MED   | Maikell Díaz     | 55' |
| 24    | DEL   | Cesar Medina     |     |
| 20    | DEL   | Heuyin Guardia   | 55' |
| D. T. | D. T. | Jair Palacios    |     |

| 10 | MED | Juan González | 64' |
| 58 | MED | Kahiser Lenis | 64' |
| 55 | MED | Joel Barría   | 80' |
| 18 | DEL | Ansony Frías  | 81' |
| 26 | DEF | Chamir Dupuy  | 93' |

| 27 | DEL | Angel Valencia    | 55' |
| 50 | DEL | Reynaldiño Verley | 55' |
| 16 | DEF | Rudy Yearwood     | 64' |
| 14 | MED | Fernando Guerrero | 64' |
| 33 | DEF | Miguel Livingston | 91' |

| 47' | Richard Peralta |  |

| 22' 78' | Gabriel Chiari |  |

| 21' 59' · 92' | Pedro Jeanine Richard Peralta |

| 12' · 27' · 47' · 85' · 85' · 93' | Jordán Girón Santiago Salinas Camilo Villegas Cesar Medina Fernando Guerrero Reynaldiño Verley |

| 21', 59' | Pedro Jeanine |

| Principal  | Fernando Morón   |
| Asistentes | Andres Vargas    |
|            | Jorginho Vásquez |
| Cuarto     | Oliver Vergara   |

|  |                    |     |     |
|  | Tiros              | 11  | 8   |
|  | Tiros a puerta     | 3   | 2   |
|  | Faltas             | 11  | 22  |
|  | Saques de esquina  | 3   | 1   |
|  | Fueras de juego    | 2   | 0   |
|  | Posesión del balón | 56% | 44% |

| 1     | POR   | Kevin Mosquera   |     |
| 21    | DEF   | Richard Peralta  | 93' |
| 2     | DEF   | Adolfo Machado   |     |
| 6     | DEF   | Kevin Galván     |     |
| 17    | DEF   | Michael Cazasola |     |
| 8     | MED   | José Muñoz       | 81' |
| 5     | MED   | Pedro Jeanine    |     |
| 92    | MED   | Dwann Oliveira   | 64' |
| 13    | DEL   | Edson Samms      | 64' |
| 9     | DEL   | Tomás Rodríguez  |     |
| 11    | DEL   | Luis Zúñiga      | 80' |
| D. T. | D. T. | Felipe Borowsky  |     |

| 30    | POR   | Kevin Melgar     |     |
| 2     | DEF   | Camilo Villegas  |     |
| 5     | DEF   | Santiago Ramírez | 64' |
| 12    | DEF   | Jesús Cano       |     |
| 6     | DEF   | Manuel Rodriguez |     |
| 19    | MED   | Santiago Salinas |     |
| 7     | MED   | Jordán Girón     | 64' |
| 22    | MED   | Gabriel Chiari   | 91' |
| 25    | MED   | Maikell Díaz     | 55' |
| 24    | DEL   | Cesar Medina     |     |
| 20    | DEL   | Heuyin Guardia   | 55' |
| D. T. | D. T. | Jair Palacios    |     |

| 10 | MED | Juan González | 64' |
| 58 | MED | Kahiser Lenis | 64' |
| 55 | MED | Joel Barría   | 80' |
| 18 | DEL | Ansony Frías  | 81' |
| 26 | DEF | Chamir Dupuy  | 93' |

| 27 | DEL | Angel Valencia    | 55' |
| 50 | DEL | Reynaldiño Verley | 55' |
| 16 | DEF | Rudy Yearwood     | 64' |
| 14 | MED | Fernando Guerrero | 64' |
| 33 | DEF | Miguel Livingston | 91' |

| 47' | Richard Peralta |  |

| 22' 78' | Gabriel Chiari |  |

| 21' 59' · 92' | Pedro Jeanine Richard Peralta |

| 12' · 27' · 47' · 85' · 85' · 93' | Jordán Girón Santiago Salinas Camilo Villegas Cesar Medina Fernando Guerrero Reynaldiño Verley |

| 21', 59' | Pedro Jeanine |

| Principal  | Fernando Morón   |
| Asistentes | Andres Vargas    |
|            | Jorginho Vásquez |
| Cuarto     | Oliver Vergara   |

|  |                    |     |     |
|  | Tiros              | 11  | 8   |
|  | Tiros a puerta     | 3   | 2   |
|  | Faltas             | 11  | 22  |
|  | Saques de esquina  | 3   | 1   |
|  | Fueras de juego    | 2   | 0   |
|  | Posesión del balón | 56% | 44% |

| 1     | POR   | Kevin Mosquera   |     |
| 21    | DEF   | Richard Peralta  | 93' |
| 2     | DEF   | Adolfo Machado   |     |
| 6     | DEF   | Kevin Galván     |     |
| 17    | DEF   | Michael Cazasola |     |
| 8     | MED   | José Muñoz       | 81' |
| 5     | MED   | Pedro Jeanine    |     |
| 92    | MED   | Dwann Oliveira   | 64' |
| 13    | DEL   | Edson Samms      | 64' |
| 9     | DEL   | Tomás Rodríguez  |     |
| 11    | DEL   | Luis Zúñiga      | 80' |
| D. T. | D. T. | Felipe Borowsky  |     |

| 30    | POR   | Kevin Melgar     |     |
| 2     | DEF   | Camilo Villegas  |     |
| 5     | DEF   | Santiago Ramírez | 64' |
| 12    | DEF   | Jesús Cano       |     |
| 6     | DEF   | Manuel Rodriguez |     |
| 19    | MED   | Santiago Salinas |     |
| 7     | MED   | Jordán Girón     | 64' |
| 22    | MED   | Gabriel Chiari   | 91' |
| 25    | MED   | Maikell Díaz     | 55' |
| 24    | DEL   | Cesar Medina     |     |
| 20    | DEL   | Heuyin Guardia   | 55' |
| D. T. | D. T. | Jair Palacios    |     |

| 10 | MED | Juan González | 64' |
| 58 | MED | Kahiser Lenis | 64' |
| 55 | MED | Joel Barría   | 80' |
| 18 | DEL | Ansony Frías  | 81' |
| 26 | DEF | Chamir Dupuy  | 93' |

| 27 | DEL | Angel Valencia    | 55' |
| 50 | DEL | Reynaldiño Verley | 55' |
| 16 | DEF | Rudy Yearwood     | 64' |
| 14 | MED | Fernando Guerrero | 64' |
| 33 | DEF | Miguel Livingston | 91' |

| 47' | Richard Peralta |  |

| 22' 78' | Gabriel Chiari |  |

| 21' 59' · 92' | Pedro Jeanine Richard Peralta |

| 12' · 27' · 47' · 85' · 85' · 93' | Jordán Girón Santiago Salinas Camilo Villegas Cesar Medina Fernando Guerrero Reynaldiño Verley |

| 21', 59' | Pedro Jeanine |

| Principal  | Fernando Morón   |
| Asistentes | Andres Vargas    |
|            | Jorginho Vásquez |
| Cuarto     | Oliver Vergara   |

|  |                    |     |     |
|  | Tiros              | 11  | 8   |
|  | Tiros a puerta     | 3   | 2   |
|  | Faltas             | 11  | 22  |
|  | Saques de esquina  | 3   | 1   |
|  | Fueras de juego    | 2   | 0   |
|  | Posesión del balón | 56% | 44% |

| 1     | POR   | Kevin Mosquera   |     |
| 21    | DEF   | Richard Peralta  | 93' |
| 2     | DEF   | Adolfo Machado   |     |
| 6     | DEF   | Kevin Galván     |     |
| 17    | DEF   | Michael Cazasola |     |
| 8     | MED   | José Muñoz       | 81' |
| 5     | MED   | Pedro Jeanine    |     |
| 92    | MED   | Dwann Oliveira   | 64' |
| 13    | DEL   | Edson Samms      | 64' |
| 9     | DEL   | Tomás Rodríguez  |     |
| 11    | DEL   | Luis Zúñiga      | 80' |
| D. T. | D. T. | Felipe Borowsky  |     |

| 30    | POR   | Kevin Melgar     |     |
| 2     | DEF   | Camilo Villegas  |     |
| 5     | DEF   | Santiago Ramírez | 64' |
| 12    | DEF   | Jesús Cano       |     |
| 6     | DEF   | Manuel Rodriguez |     |
| 19    | MED   | Santiago Salinas |     |
| 7     | MED   | Jordán Girón     | 64' |
| 22    | MED   | Gabriel Chiari   | 91' |
| 25    | MED   | Maikell Díaz     | 55' |
| 24    | DEL   | Cesar Medina     |     |
| 20    | DEL   | Heuyin Guardia   | 55' |
| D. T. | D. T. | Jair Palacios    |     |

| 10 | MED | Juan González | 64' |
| 58 | MED | Kahiser Lenis | 64' |
| 55 | MED | Joel Barría   | 80' |
| 18 | DEL | Ansony Frías  | 81' |
| 26 | DEF | Chamir Dupuy  | 93' |

| 27 | DEL | Angel Valencia    | 55' |
| 50 | DEL | Reynaldiño Verley | 55' |
| 16 | DEF | Rudy Yearwood     | 64' |
| 14 | MED | Fernando Guerrero | 64' |
| 33 | DEF | Miguel Livingston | 91' |

| 47' | Richard Peralta |  |

| 22' 78' | Gabriel Chiari |  |

| 21' 59' · 92' | Pedro Jeanine Richard Peralta |

| 12' · 27' · 47' · 85' · 85' · 93' | Jordán Girón Santiago Salinas Camilo Villegas Cesar Medina Fernando Guerrero Reynaldiño Verley |

| 21', 59' | Pedro Jeanine |

| Principal  | Fernando Morón   |
| Asistentes | Andres Vargas    |
|            | Jorginho Vásquez |
| Cuarto     | Oliver Vergara   |

|  |                    |     |     |
|  | Tiros              | 11  | 8   |
|  | Tiros a puerta     | 3   | 2   |
|  | Faltas             | 11  | 22  |
|  | Saques de esquina  | 3   | 1   |
|  | Fueras de juego    | 2   | 0   |
|  | Posesión del balón | 56% | 44% |

|                               |
|                               |
| Alianza FC Campeón 1.° título |

## Estadísticas

### Máximos goleadores
Lista con los máximos goleadores de la competencia.
| 1.º |                                          | Edgar Aparicio      | Atlético Chiriquí    | 7 |
| 1.º |                                          | Víctor Ávila        | C.A. Independiente   | 7 |
| 1.º |                                          | Ricardo Buitrago    | C.D. Plaza Amador    | 7 |
| 2.º |                                          | Luis Zúñiga         | Sporting S.M.        | 6 |
| 2.º |                                          | José Flórez         | Atlético Chiriquí    | 6 |
| 2.º |                                          | Sergio Cunningham   | Herrera F.C.         | 6 |
| 3.º |                                          | César Medina        | Alianza F.C.         | 5 |
| 3.º |                                          | Omar Valencia       | Tauro F.C.           | 5 |
| 3.º |                                          | Ricardo Clarke      | C.D. Plaza Amador    | 5 |
| 3.º |                                          | Ángel Orelien       | C.D. Plaza Amador    | 5 |
| 3.º |                                          | Alexis Corpas       | Sporting S.M.        | 5 |
| 4.º |                                          | Axel McKenzie       | Tauro F.C.           | 4 |
| 4.º |                                          | Jorge Clement       | San Francisco F. C.  | 4 |
| 4.º |                                          | Marlon Ávila        | C.A. Independiente   | 4 |
| 4.º |                                          | Angel Sánchez       | C.D. Plaza Amador    | 4 |
| 4.º |                                          | Carlos Navas        | San Francisco F. C.  | 4 |
| 4.º |                                          | Tomás Rodríguez     | Sporting S.M.        | 4 |
| 4.º |                                          | Yoameth Murillo     | Potros del Este      | 4 |
| 5.º |                                          | Richard Peralta     | Sporting S.M.        | 3 |
| 5.º |                                          | Gabriel Chiari      | Alianza F.C.         | 3 |
| 5.º |                                          | Reynaldiño Verley   | Alianza F.C.         | 3 |
| 5.º |                                          | Jorge Serrano       | C.A. Independiente   | 3 |
| 5.º |                                          | Jorge Benítez       | Veraguas United F.C. | 3 |
| 5.º |                                          | Dwann Oliveira      | Sporting S.M.        | 3 |
| 5.º |                                          | Ronaldo Córdoba     | Herrera F.C.         | 3 |
| 5.º |                                          | Alexis Cundumi      | Veraguas United F.C. | 3 |
| 5.º |                                          | Azarias Londoño     | Alianza F.C.         | 3 |
| 5.º |                                          | Cristian Quintero   | Tauro F.C.           | 3 |
| 5.º |                                          | Fernando Lesme      | Potros del Este      | 3 |
| 5.º |                                          | Rubén Barrow        | Veraguas United F.C. | 3 |
| 6.º |                                          | Gustavo Chara       | Tauro F.C.           | 2 |
| 6.º |                                          | Omar Hinestroza     | C.A. Independiente   | 2 |
| 6.º |                                          | Edson Samms         | Sporting S.M.        | 2 |
| 6.º |                                          | Isaías Soto         | Atlético Chiriquí    | 2 |
| 6.º |                                          | Kevin Garrido       | Herrera F.C.         | 2 |
| 6.º |                                          | Samir Ramírez       | C.D. Plaza Amador    | 2 |
| 6.º |                                          | Carlos Rodríguez    | Potros del Este      | 2 |
| 6.º |                                          | Francisco Palacios  | San Francisco F. C.  | 2 |
| 6.º |                                          | Keny Bonilla        | San Francisco F. C.  | 2 |
| 6.º |                                          | Roberto Niebles     | C.A. Independiente   | 2 |
| 6.º |                                          | Carlos Escobar      | Herrera F.C.         | 2 |
| 6.º |                                          | Rodolfo Ford        | C.D. Árabe Unido     | 2 |
| 6.º |                                          | Chamell Asprilla    | Atlético Chiriquí    | 2 |
| 6.º |                                          | Amilcar Quiroz      | Atlético Chiriquí    | 2 |
| 6.º |                                          | John Alvarado       | Alianza F.C.         | 2 |
| 6.º |                                          | Jameel González     | C.D. Universitario   | 2 |
| 6.º |                                          | Fabián Bastidas     | San Francisco F. C.  | 2 |
| 6.º |                                          | Cristian Zúñiga     | Potros del Este      | 2 |
| 6.º |                                          | Edwin Aguilar       | Tauro F.C.           | 2 |
| 7.º |                                          | Juan David González | Tauro F.C.           | 1 |
| 7.º |                                          | Porfirio Avila      | Herrera F.C.         | 1 |
| 7.º |                                          | Rafael Segura       | San Francisco F. C.  | 1 |
| 7.º |                                          | Ricardo Gorday      | Tauro F.C.           | 1 |
| 7.º |                                          | Abdiel Macea        | C.A. Independiente   | 1 |
| 7.º |                                          | Marlon Navas        | C.D. Universitario   | 1 |
| 7.º |                                          | Angel Caicedo       | Herrera F.C.         | 1 |
| 7.º |                                          | David Checa         | Atlético Chiriquí    | 1 |
| 7.º |                                          | Misael Acosta       | Tauro F.C.           | 1 |
| 7.º |                                          | Omar Valderrama     | Potros del Este      | 1 |
| 7.º |                                          | Victor Villalba     | Veraguas United F.C. | 1 |
| 7.º |                                          | Abdiel Garcés       | Herrera F.C.         | 1 |
| 7.º |                                          | Aaron Lowis         | San Francisco F. C.  | 1 |
| 7.º |                                          | José Quiroz         | San Francisco F. C.  | 1 |
| 7.º |                                          | Andrés Peñalba      | Potros del Este      | 1 |
| 7.º |                                          | Edgar Góndola       | C.A. Independiente   | 1 |
| 7.º |                                          | Bayron Walters      | Potros del Este      | 1 |
| 7.º |                                          | Juan Berrio         | C.D. Árabe Unido     | 1 |
| 7.º |                                          | Reyniel Perdomo     | Alianza F.C.         | 1 |
| 7.º |                                          | Jorge Gutiérrez     | Tauro F.C.           | 1 |
| 7.º |                                          | Luis Tejada         | San Francisco F. C.  | 1 |
| 7.º |                                          | Jorge Mendez        | C.D. Plaza Amador    | 1 |
| 7.º |                                          | Emanuel Chanis      | C.D. Plaza Amador    | 1 |
| 7.º |                                          | Luis Torres         | C.A. Independiente   | 1 |
| 7.º |                                          | Fernando Guerrero   | Alianza F.C.         | 1 |
| 7.º |                                          | Juan Vera           | Veraguas United F.C. | 1 |
| 7.º |                                          | Irving Gudiño       | Tauro F.C.           | 1 |
| 7.º |                                          | Yuseevic Hernández  | Veraguas United F.C. | 1 |
| 7.º |                                          | José Muñoz          | Sporting S.M.        | 1 |
| 7.º |                                          | Miguel Saavedra     | Atlético Chiriquí    | 1 |
| 7.º |                                          | Eduardo Anderson    | Alianza F.C.         | 1 |
| 7.º |                                          | Gilberto Hernández  | Herrera F.C.         | 1 |
| 7.º |                                          | Javier Rivera       | Atlético Chiriquí    | 1 |
| 7.º |                                          | Santiago Salinas    | Alianza F.C.         | 1 |
| 7.º |                                          | Juan González       | Sporting S.M.        | 1 |
| 7.º |                                          | Brandon Caicedo     | C.A. Independiente   | 1 |
| 7.º |                                          | Yair Renteria       | Herrera F.C.         | 1 |
| 7.º |                                          | Leonel Tejada       | C.D. Plaza Amador    | 1 |
| 7.º |                                          | Carlos Small        | C.D. Árabe Unido     | 1 |
| 7.º |                                          | Leonel Triana       | C.D. Universitario   | 1 |
| 7.º |                                          | Ernesto Sinclair    | Tauro F.C.           | 1 |
| 7.º |                                          | Israel Fearon       | Veraguas United F.C. | 1 |
| 7.º |                                          | Dayron Benavides    | C.D. Universitario   | 1 |
| 7.º |                                          | Martin Moran        | C.A. Independiente   | 1 |
| 7.º |                                          | Julio Sánchez       | Veraguas United F.C. | 1 |
| 7.º |                                          | Didier Dawson       | C.D. Plaza Amador    | 1 |
| 7.º |                                          | Ervin Zorrilla      | Potros del Este      | 1 |
| 7.º |                                          | Juan De Gracia      | Herrera F.C.         | 1 |
| 7.º |                                          | Lilio Mena          | C.D. Universitario   | 1 |
| 7.º |                                          | Efraín Bristan      | C.D. Universitario   | 1 |
| 7.º |                                          | Valentín Pimentel   | Sporting S.M.        | 1 |
| 7.º | Última actualización: 28 de mayo de 2022 |                     |                      |   |

## Tabla general

### Acumulada de la Temporada 2021-22
| Pos. | Equipo                 | Pts. | PJ | G  | E  | P  | GF | GC | Dif. | Clasificación 2022-23             |
| ---- | ---------------------- | ---- | -- | -- | -- | -- | -- | -- | ---- | --------------------------------- |
| 1    | Tauro FC               | 59   | 32 | 17 | 8  | 7  | 39 | 20 | +19  | Octavos de final de Liga Concacaf |
| 2    | Alianza FC             | 54   | 32 | 15 | 9  | 8  | 28 | 18 | +10  | Octavos de final de Liga Concacaf |
| 3    | CD Plaza Amador        | 51   | 32 | 12 | 15 | 5  | 45 | 29 | +16  |                                   |
| 4    | CA Independiente       | 50   | 32 | 14 | 8  | 10 | 42 | 36 | +6   |                                   |
| 5    | Sporting San Miguelito | 48   | 32 | 12 | 12 | 8  | 34 | 28 | +6   | Fase Preliminar de Liga Concacaf  |
| 6    | Herrera FC             | 45   | 32 | 9  | 18 | 5  | 40 | 31 | +9   |                                   |
| 7    | CD Atlético Chiriquí   | 43   | 32 | 11 | 10 | 11 | 33 | 35 | −2   |                                   |
| 8    | Potros del Este        | 38   | 32 | 7  | 17 | 8  | 30 | 33 | −3   |                                   |
| 9    | San Francisco FC       | 34   | 32 | 8  | 10 | 14 | 28 | 32 | −4   |                                   |
| 10   | Veraguas United FC     | 34   | 32 | 8  | 10 | 14 | 26 | 45 | −19  |                                   |
| 11   | CD Árabe Unido         | 31   | 32 | 6  | 13 | 13 | 16 | 27 | −11  |                                   |
| 12   | CD Universitario       | 25   | 32 | 7  | 4  | 21 | 23 | 48 | −25  | Último lugar.                     |

 Fuente: LPF,
Notas:
1. ↑  Campeón del Torneo Clausura 2021.
2. ↑  Campeón del Torneo Apertura 2022.
3. ↑  Subcampeón del Torneo Apertura 2022.
4. ↑  Subcampeón del Torneo Clausura 2021.